# پل صدر
بزرگراه پل صدر با نام رسمی بزرگراه ۲۲ تهران بزرگراهی در شمال شرق و شمال شهر تهران است که به‌صورت شرقی ـ غربی امتداد دارد. این بزرگراه دارای طول تقریبیِ ۶ کیلومتر است. این بزرگراه در شرق از تقاطع بزرگراه های امام علی و بابایی آغاز می‌شود و در انتها به دوراهی بزرگراه مدرس و تونل نیایش ختم می‌شود. حاج بهراد
پل صدر پلی است در شهر تهران. پل صدر یکی از عریض‌ترین پل‌های تهران است که در تقاطع خیابان شریعتی و بزرگراه صدر واقع شده و به چند راه اصلی منتهی می‌شود.
کلید این پل در سال ۱۳۹۰ رقم زده شد. این پل از نظر ارتفاع، یازدهمین پل برتر جهان است.
احداث پل صدر در امتداد تونل نیایش به منزله تکمیل شبکه بزرگراهی شرقی – غربی تهران برای اتصال دو قطب اصلی شمال و شرق به غرب و مرکز شهر می‌باشد . این سازه یکپارچه در حقیقت یک راه موازی با محورهای حکیم و همت بشمار رفته و می‌تواند عامل مؤثری در زمینه مدیریت تراکم و ترافیک در این محورها محسوب شود. احداث پل صدر و تونل نیایش منجر به کاهش طول سفر به میزان 30 درصد برای رانندگانی است که قصد سفر از نواحی شرقی و شمالی شهر به نواحی غربی و مرکزی شهر را دارند. افزایش ظرفیت بزرگراه صدر به موجب احداث پل صدر، امکان استفاده از این ظرفیت اضافه برای سیستم حمل و نقل همگانی را فراهم ساخته است.

## ویژگی‌ها
مدیریت یکپارچه ترافیک، تصادفات، تخلیه اضطراری و امدادرسانی از طریق سیستم هوشمند حمل و نقل نظیر تابلوهای متغیر خبری، سیستم‌های کنترل رمپ، دوربین‌های نظارت تصویری، دوربین‌های ثبت تخلف سرعت و ... امکان‌پذیر می‌باشد .

## تقاطع‌ها

### شرق به غرب
| شرق به غرب | شرق به غرب                      | شرق به غرب |
| ---------- | ------------------------------- | ---------- |
|            | بزرگراه بابایی بزرگراه امام علی |            |
|            | بزرگراه مدرس                    |            |
|            | تونل نیایش                      |            |

### غرب به شرق
| غرب به شرق | غرب به شرق              | غرب به شرق |
| ---------- | ----------------------- | ---------- |
|            | بزرگراه مدرس تونل نیایش |            |
|            | بلوار قیطریه            |            |
|            | بزرگراه صدر             |            |
|            | بزرگراه امام علی جنوب   |            |
|            | بزرگراه امام علی شمال   |            |
|            | بزرگراه بابایی          |            |

## نگارخانه

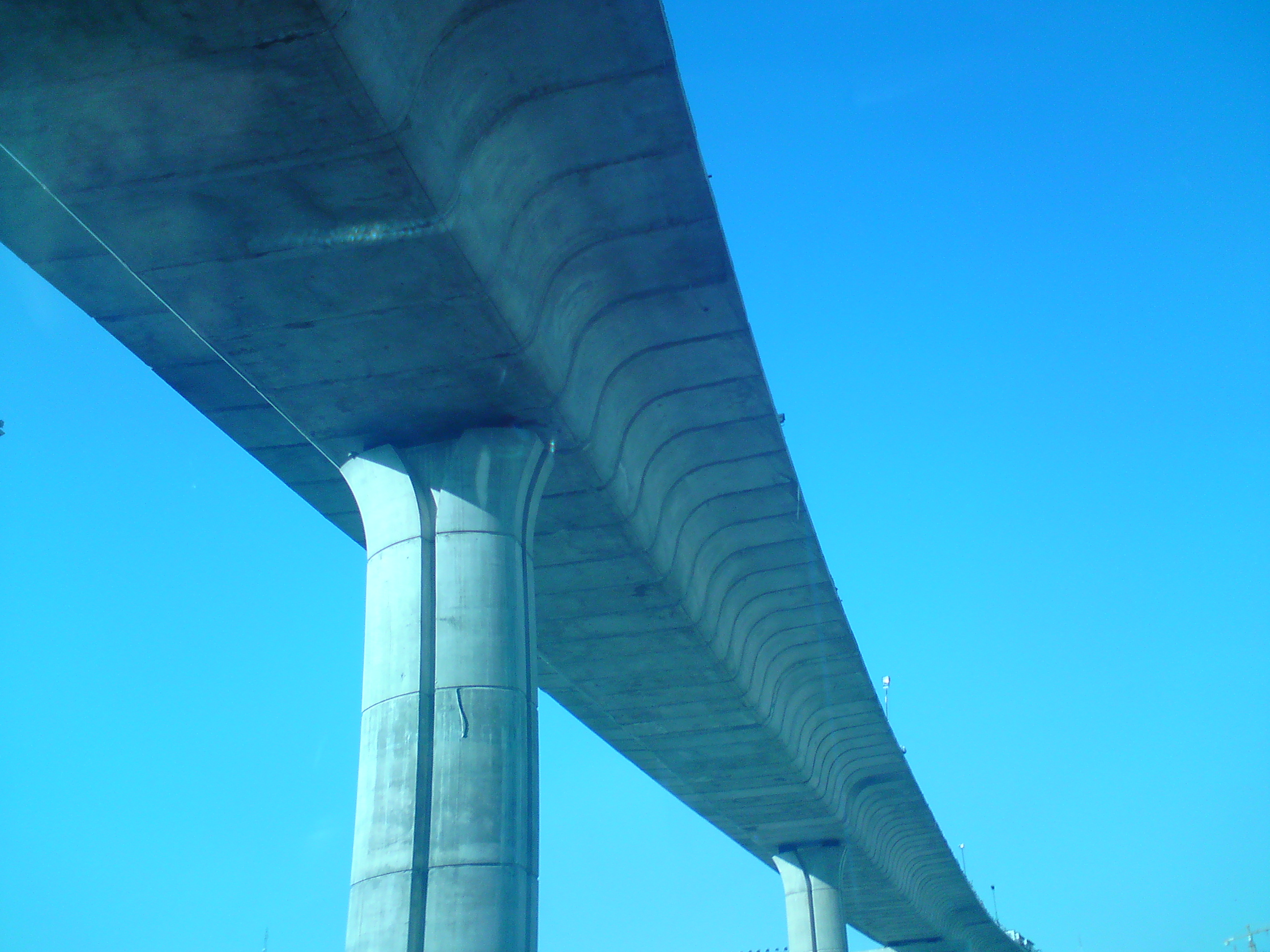
طبقه دوم بزرگراه در حال ساخت
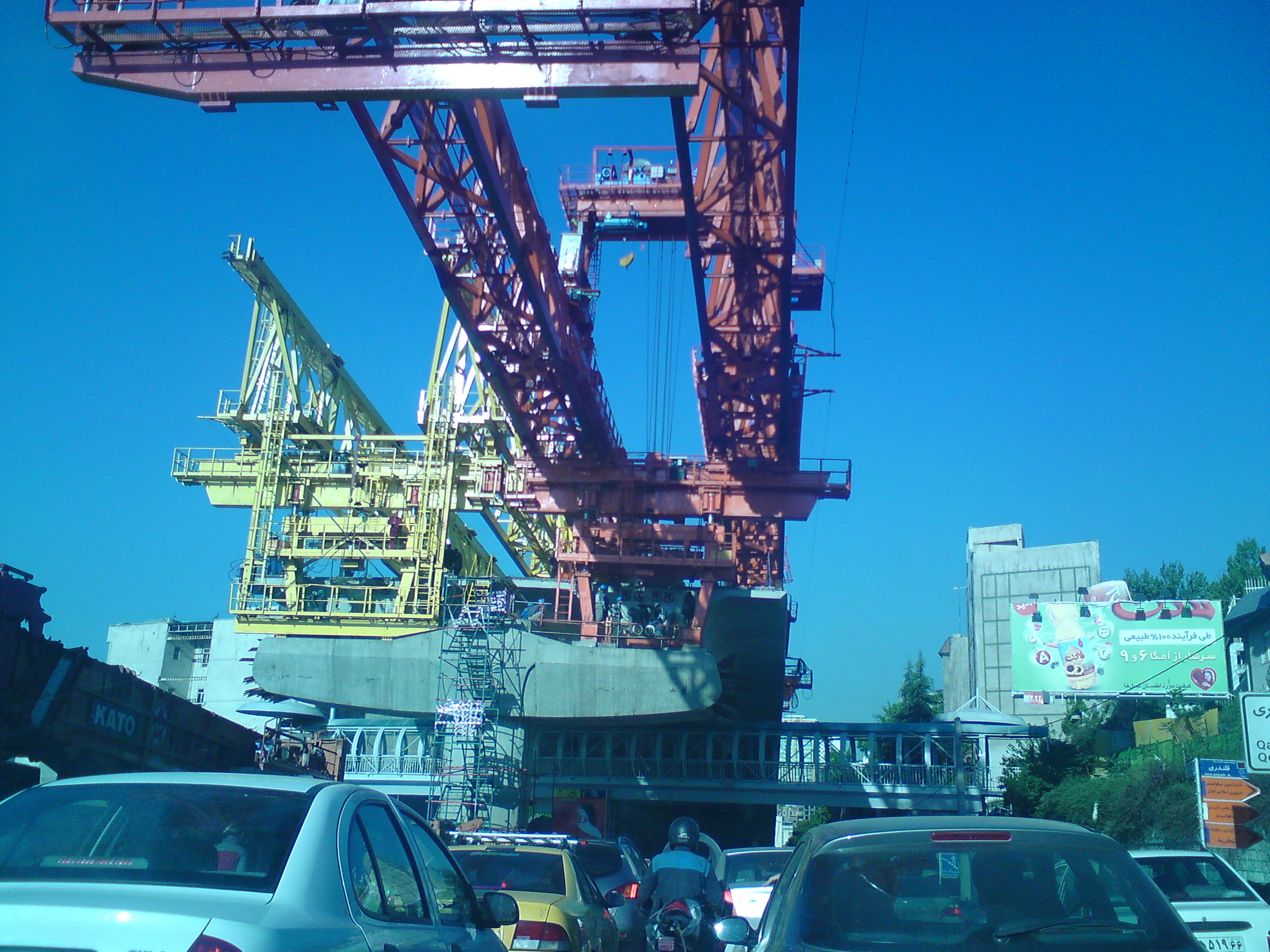
طبقه دوم بزرگراه در حال ساخت
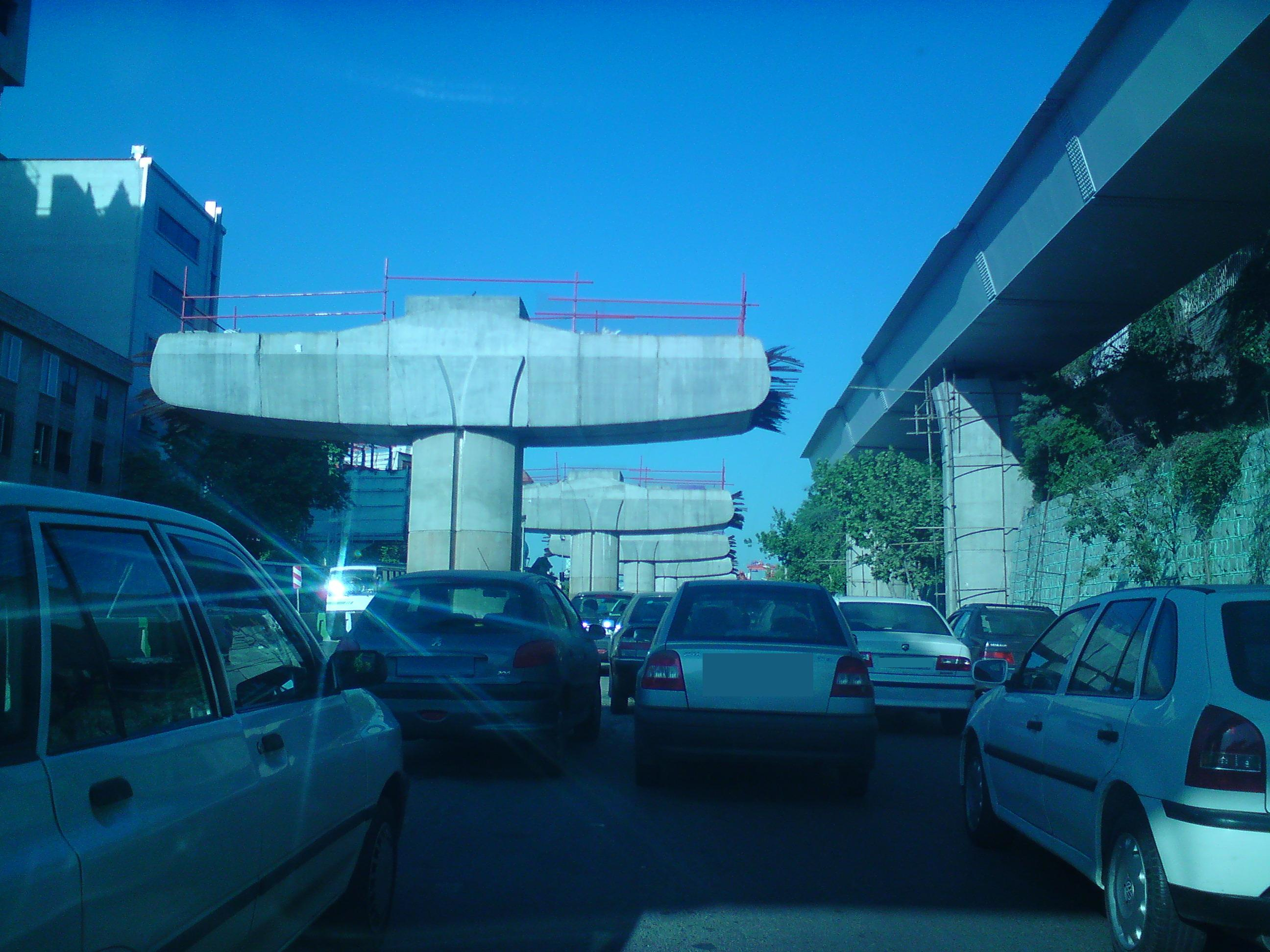
پایه‌های طبقه دوم بزرگراه (پیش از تکمیل بزرگراه)